# Chaînons Garibaldi
Pour les articles homonymes, voir Garibaldi (homonymie).
Les chaînons Garibaldi (en anglais : Garibaldi Ranges) sont les montagnes les plus au sud des chaînons du Pacifique. Elles sont situées entièrement en Colombie-Britannique, au Canada, sur une superficie d'environ 4 337 km2. Le point culminant est Wedge Mountain (2 892 m).
Elles tirent leur nom du mont Garibaldi, un stratovolcan qui atteint 2 678 m d'altitude.

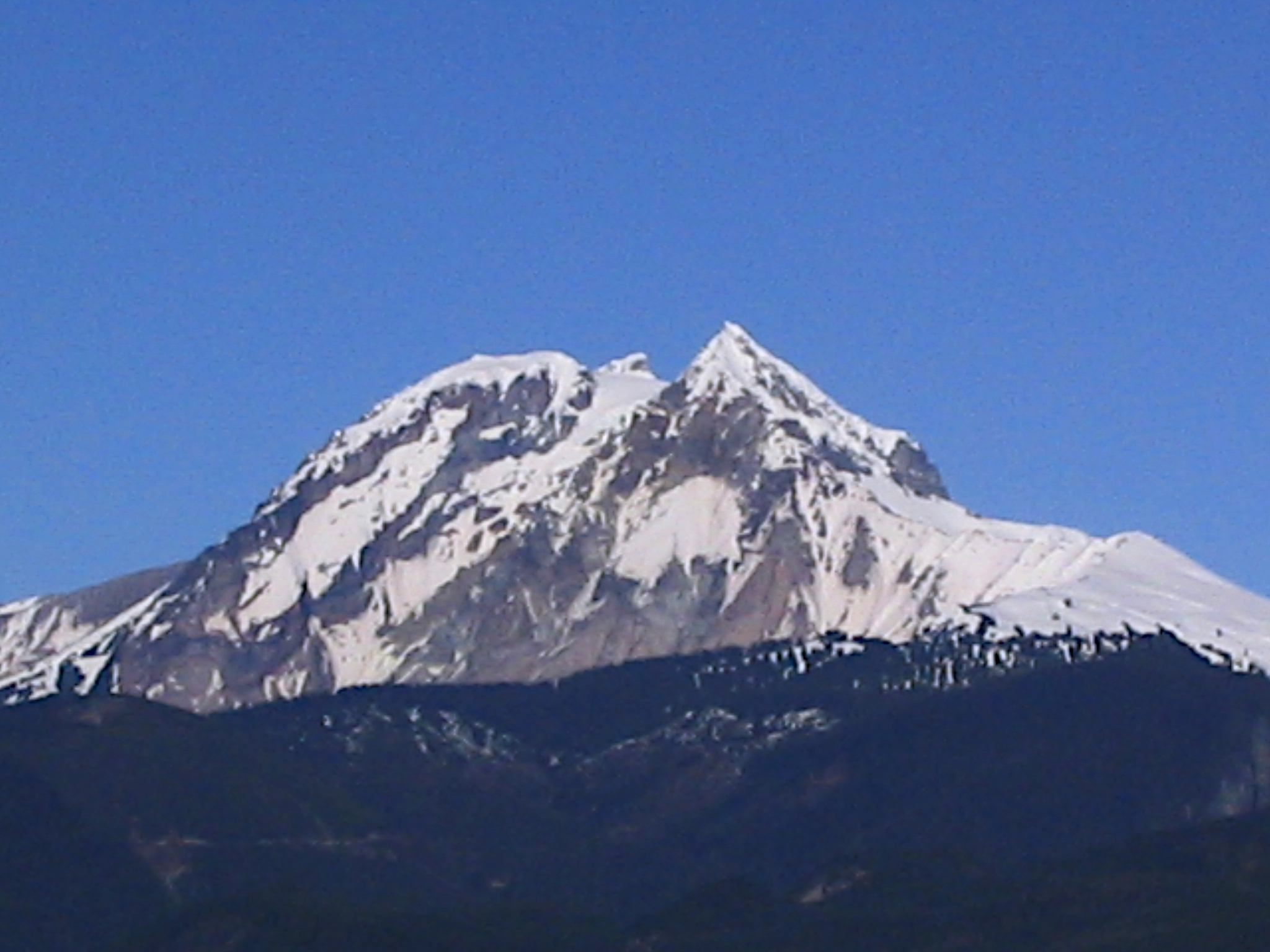
Vue du mont Garibaldi depuis Squamish.